# 김희경 (음악가)
김희경(1954년 ~ )은 대한민국의 여성 작곡가다.

## 생애
대한민국에서 태어난 뒤 해외에서 유학 생활을 지내게 된다.
이후 한국음악 연구를 위해 1985년과 1998년에 대한민국으로 돌아오기도 했으며, 스위스 바젤에 있는 파울 자허 재단에서 엘리엇 카터의 음악을 연구하며 활동을 이어갔다.

## 수상
- 아이스너 창조예술상
- 디 로렌조 작곡상
- UC 버클리 학교 조지 C. 래드 파리상
- 미국 예술 문학 아카데미 연구소 · 월터 · 힌리치센상